# 五月天 (單曲)
《五月天》是收錄於S.H.E《Play》專輯的單曲。同名主打歌的原創歌詞是華研唱片製作團隊無意間在網路上所發掘，歌詞是陳震所寫，並在網路上發表，之後再交由作曲人鄭楠譜曲。當時發現這首歌時就是被歌名『五月天』所吸引，原因就是這首詞的歌名就是引用至大名鼎鼎的「五月天」的團名，但實際上這首歌與樂隊五月天並沒有直接關係。
〈五月天〉描述一段愛情的誕生，就像是在五月的天很舒服的溫度及天氣一樣，使人沉醉在濃濃的幸福氛圍裡。歌詞特別請來名作詞人施人誠潤飾一番，並且特別在副歌部份讓S.H.E嘗試了疊音式的和聲，使這首情歌更動人。

## 版權問題
2024年9月6日 S.H.E團員陳嘉樺擔任《五月天回到那一天25週年巡迴演唱會》武漢場嘉賓，與五月天合唱〈五月天〉，隨後「相信音樂」也在官方YouTube釋出Live版MV，9日該MV無預警突然遭下架，之後相信音樂回應：「因上架之後，發現詞曲版權尚在處理中，所以我們暫時先把MV下架。造成大家的困擾深表歉意。」，之後13日該影片再度重新上架。

## 獎項
- 2007年 Hit Fm年度百首單曲第十位
- 2007年 新城國語力頒獎禮－新城國語力歌曲
- 2008年 HITO流行音樂獎－年度十大華語歌曲

## 音樂錄影帶
| 歌名             | 執導   | 發佈日期       |
| ---------------- | ------ | -------------- |
| 五月天（官方MV） | 黃中平 | 2011年12月20日 |

## 外部連結
- 五月天MV（页面存档备份，存于）